# Edifici d'habitatges al carrer Johann Sebastian Bach, 2 (Barcelona)
L'Edifici d'habitatges al carrer Johann Sebastian Bach, 2 es troba al barri de Sant Gervasi-Galvany de Barcelona, i està catalogat com a bé cultural d'interès local.

## Història
Va ser projectat per l'arquitecte Ricard Bofill i construït entre 1963 i 1965.

## Descripció
Es troba a la cantonada entre el esmentat carrer, la plaça de Sant Gregori Taumaturg i el carrer Francesc de Pérez-Cabrero, amb escales independents des dels dos carrers. En general, l'immoble compta amb una planta baixa, entresòl, cinc pisos, àtic i sobreàtic. Les bandes dels carrers esmentats tenen una morfologia i estructura similar, mentre que el tram que mena a la plaça és diferent a la resta.
A la façana del carrer de Johann Sebastian Bach s'hi observen dos conjunts. A la dreta l'ús del maó vista amb obertures estretes en forma de finestres corregudes. A la banda esquerra, en un mòdul més avançat, tot un panell que arriba fins a la cinquena planta de gelosies d'obra vista n'és el tret més distintiu. Aprofitant aquest canvi de volum, hi ha una balconada per pis en la juntura, que mira cap a la plaça de Sant Gregori Taumaturg. Aquesta estructuració es repeteix de manera bessona a la façana del carrer de Francesc Pérez-Cabrero. Per contra, la façana que mena a la plaça segueix únicament l'esquema del tram de petites obertures corregudes amb persianes inclinades obliqües.